# Alfonso Rotolo
Alfonso Rotolo (Napoli, 21 maggio 1914 – La Galite, 27 settembre 1941) è stato un militare e aviatore italiano, particolarmente distintosi nella specialità aerosiluranti della Regia Aeronautica durante la seconda guerra mondiale. Per il suo comportamento nell'ultima missione fu decorato con la medaglia d'oro al valor militare alla memoria.

## Biografia

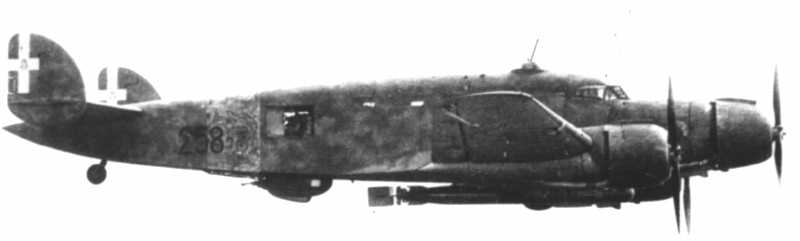
Il Savoia-Marchetti S.M.84 in versione aerosilurante.

Nacque a Napoli il 21 maggio 1914. Dopo aver conseguito il diploma di maturità classica, nel 1935 si arruolò nella Regia Aeronautica come ufficiale di complemento, venendo promosso sottotenente l'anno successivo e assegnato in servizio presso il 30º Stormo Bombardamento Terrestre. Rimasto in servizio dietro sua domanda, nel novembre 1937 partì volontario per combattere nella guerra di Spagna, prestandovi servizio per nove mesi e ottenendo una promozione per merito di guerra. Rientrato in Italia nel luglio 1938, fu assegnato in servizio nel 33º Stormo Bombardamento Terrestre nelle cui fine prese parte, nell'aprile 1939, alle operazioni di sbarco e conquista dell'Albania. Transitato nel 38º Stormo Bombardamento Terrestre fu promosso tenente, dove si trovava all'atto dell'entrata in guerra del Regno d'Italia, avvenuta il 10 giugno 1940. Combatte dapprima sui cieli del Mediterraneo, e poi sul fronte greco-albanese. Decorato con una medaglia di bronzo al valor militare fu promosso capitano il 6 febbraio 1941, assumendo nel contempo il comando della 257ª Squadriglia, 109º Gruppo, 36º Stormo aerosiluranti, equipaggiato con i nuovi Savoia-Marchetti S.M.84.

### L'attacco al convoglio Halberd
Il 27 settembre 1941 alle 08:18 un ricognitore italiano individuò un gruppo di navi britanniche al largo dell'isola La Galite, 80 km a nord della Tunisia e lanciò l'allarme. Venne indicata la presenza di una portaerei, una nave da battaglia, quattro incrociatori e altre navi minori. Si trattava del convoglio Halberd partito da Gibilterra con lo scopo di rifornire Malta, e composto in realtà dalla portaerei Ark Royal, dalle navi da battaglia Prince of Wales, Rodney e Nelson, e da cinque incrociatori. Completavano la potente formazione navale i 18 cacciatorpediniere di scorta.
Le condizioni meteorologiche non erano buone, ma alle 12:15 undici aerosiluranti S.M.84 del 36º Stormo decollarono su allarme dall'aeroporto di Decimomannu. Il colonnello Riccardo Hellmuth Seidl comandante dello stormo pilotava uno degli aerei alla testa del 109º Gruppo, mentre il maggiore Arduino Buri guidava il 108º Gruppo. Si unirono alla missione altri undici aerosiluranti S.79 del 130º Gruppo decollati quasi mezz'ora prima dal vicino aeroporto di Cagliari-Elmas. La scorta era composta da aerei da caccia Fiat C.R.42 Falco del 24º Gruppo (XXIV Gruppo)..
Durante il volo, i gruppi si separarono anche per le cattive condizioni meteorologiche. Essendo gli S.M.84 più veloci, furono i primi ad arrivare sulle navi inglesi. Il 108º Gruppo del maggiore Buri, composto da cinque S.M.84 fu il primo ad avvistare il convoglio inglese e alle 13:00 attaccò. Colpito dalla contraerea il velivolo del ten. Danilo Barro entrò in collisione con quello del cap. Alfonso Rotolo ed entrambi precipitarono in mare, mentre quello del sott. ten. Pier Vincenzo Morelli fu abbattuto dopo il lancio del siluro. Malgrado il sacrificio degli equipaggi, nessun bersaglio venne colpito.
Seidl arrivò insieme agli altri quattro aerosiluranti del 109º Gruppo per secondo e alle 13:30 ordinò l'attacco. L'aereo del capitano Giusellino Verna venne abbattuto dai caccia inglesi Fairey Fulmar di scorta che tentarono di impedire l'avvicinamento degli aerei italiani. Il colonnello Seidl insieme all'aereo del capitano Bartolomeo Tomasino proseguirono sotto il fuoco nemico l'attacco alla HMS Nelson. La nave venne colpita da un siluro e danneggiata gravemente, secondo alcune fonti da Seidl, ma entrambi gli aerei vennero abbattuti dall'antiaerea della ''Prince of Wales e dello Sheffield.
Alla fine delle diverse ondate, furono sette gli aerei italiani abbattuti. Seidl, Tomasino, Rotolo e Verna morirono quel giorno e insieme a loro cadde il sergente maggiore Luigi Valotti che, con il suo caccia Fiat C.R.42 Falco, aveva tentato di distrarre l'artiglieria antiaerea compiendo evoluzioni acrobatiche sopra le navi finendo a sua volta abbattuto e ucciso. A tutti e quattro i piloti degli aerosiluranti venne assegnata la Medaglia d'oro al valor militare alla memoria, mentre a Valotti quella di bronzo.

### Fonti
1. 1 2 3  Ufficio Storico dell'Aeronautica Militare 1969, p. 251.
2. 1 2 3 4 5 6  Combattenti Liberazione.
3. 1 2 3 4  Gori 2006, p. 17.
4. 1 2 3 4 5 6  Gori 2006, p. 18.
5. 1 2 3 4 5 6 7  Surfcity.
6. 1 2 3 4 5  Gori 2006, p. 20.
7. ↑  Ufficio Storico dell'Aeronautica Militare 1969, p. 117.
8. ↑  Ufficio Storico dell'Aeronautica Militare 1969, p. 278.
9. ↑  Bollettino Ufficiale 1941, disp.48, pag.2279, e Bollettino Ufficiale 1942, disp.8, pag.364.
10. ↑  Supplemento ordinario alla Gazzetta Ufficiale del Regno d'Italia n.265 del 9 novembre 1942, pag.5.